# پتیت سوری
پتیت سوری (انگلیسی: Petit Sory؛ زادهٔ ۱۹۴۵) بازیکن فوتبال اهل گینه بود.
از باشگاه‌هایی که در آن بازی کرده است می‌توان به باشگاه فوتبال هافیا اشاره کرد.
وی همچنین در تیم ملی فوتبال گینه بازی کرده است.